# Chaumes-en-Brie
 Chaumes-en-Brie  es una población y comuna francesa, en la región de Isla de Francia, departamento de Sena y Marne, en el distrito de Melun y cantón de Tournan-en-Brie.

## Demografía
| 1665 | 1792 | 1823 | 2139 | 2500 | 2743 |
| Para los censos de 1962 a 1999 la población legal corresponde a la población sin duplicidades (Fuente: INSEE [Consultar]) |      |      |      |      |      |